# Bettennachweis
Einen Bettennachweis führen deutsche Krankenhäuser, um eine Übersicht ihrer freien und belegten Behandlungskapazitäten zu erhalten. Rettungsleitstellen erhalten einmal am Tag eine Liste mit freien Betten der jeweiligen angrenzenden Krankenhäuser. Einige Bundesländer unterhalten einen zentralen Bettennachweis im World Wide Web, welcher eine aktuelle Gesamtübersicht von freien Betten ermöglicht. Dies ist vor allem bei einem Massenanfall von Verletzten wichtig, um die Verletzten vom Unfallort direkt in freie Krankenhäuser zu fahren.
Es gibt verschiedene Arten von Betten:
- normale
- mit Beatmungssystem
- mit Lebensüberwachung
- für Brandopfer